# برج قستيل و1250م من المنطقة المجاورة
 برج قستيل و1250م من المنطقة المجاورة  هو معلم أثري تونسي مصنف من قبل المعهد الوطني للتراث يقع في ولاية مدنين في الجنوب الشرقي التونسي، تحديدا في مدينة ميدون تم تصنيف المعلم في يوم 1 سبتمبر 2000 .

## مقالات ذات صلة
- قائمة المعالم الأثرية المصنفة في تونس